# Beugnon (Yonne)
Beugnon è un comune francese di 317 abitanti situato nel dipartimento della Yonne nella regione della Borgogna-Franca Contea.

## Società

### Evoluzione demografica
Abitanti censiti